# Alex Garland
Pour les articles homonymes, voir Garland.
Œuvres principales
- La Plage
- Ex machina
- 28 Jours plus tard (saga)

Alex Garland, né le 26 mai 1970 à Londres, est un romancier, scénariste et réalisateur britannique.
Après avoir été révélé comme scénariste de trois longs-métrages de Danny Boyle, La Plage (2000), 28 Jours plus tard (2002) et Sunshine (2007), il écrit deux longs-métrages très bien reçus par la critique : Never Let Me Go (2010) et Dredd (2012).
Il confirme ensuite comme scénariste et réalisateur, toujours dans le registre de la science-fiction, avec Ex machina (2014) et Annihilation (2018) et la série télévisée Devs (2020), pour ensuite changer progressivement de registre et se lancer dans l’horreur psychologique avec Men (2022). Il revient deux ans plus tard avec Civil War (2024), road movie d'anticipation américain.

## Biographie
Alex Garland naît le 26 mai 1970 à Londres. Il est le fils du dessinateur de presse Nicholas Garland (en).

### Débuts comme romancier
Alex Garland étudie l'histoire de l'art à l'University College School d'Hampstead, puis à l'université de Manchester.
À partir de son expérience de routard, il écrit un premier roman, La Plage (1996), qui obtient un gros succès et est adapté en 2000 au cinéma sous le même titre par Danny Boyle, avec Leonardo DiCaprio.
Le second roman de Garland, Tesseract est publié en 1999. Le livre raconte en les entrelaçant la vie d'habitants de Manille choisis parmi les gangsters, les femmes au foyer et les enfants des rues qui peuplent la ville. Le titre désigne en anglais un cube à 4 dimensions qui symbolise notre incapacité à appréhender la complexité du monde au-delà de notre propre existence. Ce livre a également été adapté au cinéma par Oxide Pang Chun, sorti en 2003.
En 2002 sort le film de zombies britannique 28 Jours plus tard, toujours réalisé par Danny Boyle. Garland est l'auteur du scénario et y officie comme producteur exécutif. Le film connait un large succès critique et commercial surprise.
Le Coma, publié en 2004, raconte l'histoire d'un homme tombé dans le coma après avoir été battu par une bande de jeunes alors qu'il tentait de protéger une jeune femme. Après sa sortie du coma, le héros narrateur tente de remettre de l'ordre dans sa vie en se demandant s'il est vraiment réveillé ou s'il est simplement en train de rêver. Le roman est illustré par des estampes réalisées par Nicholas Garland (en), le père de l'écrivain. Le roman a été critiqué pour son format plutôt court pour une œuvre vendue aux prix classiquement appliqués pour des ouvrages plus longs. Il a cependant reçu un bon accueil critique, notamment en raison de sa façon élégante de traiter un sujet assez complexe. La brièveté du roman renforce en outre les impressions qu'il engendre et l'ambiance oppressante qui s'en dégage. Par certains côtés, Le Coma se rapproche du fantastique.
Garland se consacre ensuite à sa carrière dans le cinéma.

### Carrière hollywoodienne
Danny Boyle et Alex Garland débarquent à Hollywood où ils développent un film de science-fiction, intitulé Sunshine. Là encore, Boyle met en scène un script signé Garland. Doté d'un casting international - Cillian Murphy, Chris Evans, Rose Byrne, Michelle Yeoh et Cliff Curtis - le film sort en 2007 mais déçoit commercialement. Les critiques sont cependant positives.
La même année sort la suite 28 Semaines plus tard, dont la réalisation a été confiée à Juan Carlos Fresnadillo. Garland et Boyle se contentent de produire ce succès critique et commercial, dont la conclusion appelle un dernier chapitre.
Garland entame ensuite une carrière en solo. Il commence par se diversifier : en 2009, il écrit un épisode de la série d'animation Batman : Black & White, et écrit pour des jeux vidéo, comme Enslaved: Odyssey to the West, sorti le 8 octobre 2010.
Il signe une première version du scénario de l'adaptation cinématographique du jeu vidéo Halo, qui n'aboutit pas. Cependant, en 2010, il écrit et produit le drame de science-fiction Auprès de moi toujours. Le long-métrage est réalisé par Mark Romanek, et porté par un trio de jeunes acteur anglais : Keira Knightley, et les valeurs montantes Carey Mulligan et Andrew Garfield.
En 2012, il écrit et produit le thriller de science-fiction Dredd, de Pete Travis. Ce remake à moyen budget du film du même nom connaît une production difficile. Selon certains membres de la production, dont l'acteur principal Karl Urban, le studio Lionsgate aurait décidé d'écarter Pete Travis après livraison d'une première version du métrage peu satisfaisante. La mise en scène des reshoots et la post-production sont alors confiées Garland. Le film n'est pas rentabilisé commercialement, mais les critiques sont très bonnes.
En 2014, Garland signe sa première réalisation officielle avec le thriller psychologique de science-fiction Ex machina, qui révèle au grand public Alicia Vikander.
Il confirme en 2017 avec un autre thriller d'anticipation, intitulé Annihilation, avec Natalie Portman en tête d'affiche. Le long métrage ne sortira finalement qu'en limited release avec une diffusion au cinéma limitée aux États-Unis, Canada et Chine et disponible exclusivement sur la plateforme Netflix dans les autres pays.
Son projet suivant est une série télévisée pour la chaîne FX, diffusée à partir de mars 2020 et intitulée Devs, qui suit une jeune ingénieure informatique (interprétée par Sonoya Mizuno) enquêtant sur la mystérieuse société spécialisée dans la haute-technologie, qui l'emploie.
Il revient ensuite au cinéma avec le film d'horreur Men (2022), présenté en séance spéciale à la Quinzaine des réalisateurs du Festival de Cannes 2022.
Deux ans plus tard, il écrit et réalise Civil War (2024), sorte de road movie d'anticipation, s'inspirant du contexte de polarisation de la société américaine à l'aube des années 2020.
Il réalise ensuite Warfare, prévu pour 2025. Le long métrage s'inspire de la vie de Ray Mendoza, qui coréalise le film, ancien membre des Navy SEAL qui a officié durant la guerre d'Irak. Le film est présenté en temps réel et met en scène D'Pharaoh Woon-A-Tai (en) dans le rôle de Ray Mendoza.

### Vie privée
Sa compagne est l'actrice et réalisatrice Paloma Baeza.

## Œuvres

### Romans
- La Plage, Hachette, 1998 ((en) The Beach, 1996), trad. Jeanine RovetDont a été tiré le film La Plage de Danny Boyle
- Le Tesseract, Hachette, 1999 ((en) The Tesseract, 1998), trad. Claude LoiseauDont a été tiré le film The Tesseract (en) de Oxide Pang Chun
- (en) 28 Days Later, 2002
- Le Coma, Belfond, 2005 ((en) The Coma, 2004), trad. Oristelle BonisIllustré par Nicholas Garland (en)
- (en) Sunshine, 2007Dont a été tiré le film Sunshine de Danny Boyle

### Recueil de nouvelles
- Les Nouveaux Puritains, Au diable vauvert, 2001 ((en) All Hail New Puritains, 2000), trad. Pierre Girard, Maryvonne Ssossé et Laurence VialletÉcrit avec Matt Thorne, Nicholas Blincoe, Toby Litt, Geoff Dyer, Daren King, Simon Lewis et Scarlett Thomas. Réédition, Gallimard, coll. « Folio » no 3850, 2003

## Filmographie

### Scénariste

#### Cinéma
- 2002 : 28 Jours plus tard (28 Days Later) de Danny Boyle (également producteur exécutif)
- 2007 : Sunshine de Danny Boyle
- 2010 : Auprès de moi toujours (Never Let Me Go) de Mark Romanek
- 2012 : Dredd de Pete Travis
- 2014 : Ex machina de lui-même
- 2017 : Annihilation de lui-même
- 2022 : Men de lui-même
- 2024 : Civil War de lui-même
- 2025 : Warfare de lui-même et Ray Mendoza
- 2025 : 28 Ans plus tard (28 Years Later) de Danny Boyle
- 2026 : 28 Years Later: The Bone Temple de Nia DaCosta

#### Télévision
- 2020 : Devs (série télévisée)

### Réalisateur

#### Cinéma
- 2014 : Ex machina
- 2017 : Annihilation
- 2022 : Men
- 2024 : Civil War
- 2025 : Warfare (coréalisé avec Ray Mendoza)

#### Télévision
- 2020 : Devs (série télévisée)

## Jeux vidéo
- Enslaved: Odyssey to the West (coscénariste) (2010)
- DmC: Devil May Cry (supervision du scénario) (2013)